# Laurin & Klement B2
Der Laurin & Klement B2 mit der Bezeichnung 10/12 HP war der Nachfolger des PKW-Modells Laurin & Klement B. Es kam 1907 als 2-sitzige Voiturette heraus.
Der wassergekühlte, wechselgesteuerte Viertakt-Motor hatte einen Hubraum von 1595 cm³ und eine Leistung von 12 PS (8,8 kW). Er beschleunigte das 700 – 800 kg schwere Fahrzeug bis auf 45 km/h. Über das separate Getriebe und eine Kardanwelle wurde die Antriebskraft an die Hinterräder weitergeleitet. Der Rahmen des Wagens bestand aus genieteten Stahl-U-Profilen.

## Quelle
- Fahrzeughistorie von Skoda.de